# Batwoman (2.ª temporada)
A segunda temporada da série Batwoman da The CW estreou em 17 de janeiro de 2021. A série é baseada no personagem da DC Comics de mesmo nome e ambientada na continuidade do Arrowverse. Caroline Dries, que desenvolveu a série, voltou como showrunner para a temporada. É a primeira temporada estrelada por Javicia Leslie como Ryan Wilder, uma vigilante que sucede Kate Kane no papel de Batwoman. O elenco principal também conta com Rachel Skarsten, Meagan Tandy, Nicole Kang, Camrus Johnson e Dougray Scott retornando da temporada anterior.
A temporada foi encomendada em janeiro de 2020 e a produção começou em setembro. Antes do início da produção, a estrela da primeira temporada, Ruby Rose, anunciou que não voltaria ao papel de Kate. A personagem Ryan foi criada pela série para se tornar a nova Batwoman, com Leslie sendo escalada em julho. O papel de Kate foi posteriormente reformulado para Wallis Day, justificado na narrativa como Kate sendo pega em um acidente de avião e sendo submetida a uma cirurgia plástica para se parecer com Circe Sionis, a filha falecida de Black Mask, enquanto também era hipnotizada para ser ela.

## Episódios
| N.º na série | N.º na temp. | Título                            | Dirigido por        | Escrito por                                       | Exibição original       | Cód. de produção | Audiência (milhões) |
| --- | ------------ | --------------------------------- | ------------------- | ------------------------------------------------- | ----------------------- | ---------------- | ------------------- |
| 21 | 1            | "Whatever Happened to Kate Kane?" | Holly Dale          | Caroline Dries                                    | 17 de janeiro de 2021   | T13.22751        | 0.66                |
| A ex-presidiária desabrigada Ryan Wilder fica surpresa quando o acidente do avião de Kate Kane de National City lhe rendeu um Bat-traje funcional, que ela usa para tentar localizar Alice e vingar a morte de sua mãe adotiva. Tommy Elliot, usando o rosto de Bruce Wayne, se muda para a Mansão Wayne e obtém o fragmento de Kryptonita restante de Luke. Julia rapidamente o identifica como um impostor, já que ele não está familiarizado com o local onde seu pai está morando. Elliot rouba o Batmóvel, vai atrás de Ryan com uma arma contendo a bala de Kryptonita e atira nela. O Bat-traje a protege o suficiente para se recuperar e espancá-lo inconsciente, deixando-o para ser devolvido a Arkham. Ela devolve o Batsuit para Luke e Mary, mas depois percebe alguns efeitos da ferida de Kryptonita. O corpo de Kate não é recuperado, mas Jacob e Mary prometem não desistir da busca. Alice revela a Jacob que Kate foi a primeira Batwoman. Após a prisão de Elliot, Alice encontra uma mensagem de Safiyah escrita em um artigo de jornal descrevendo o desaparecimento de Kate, dizendo a ela para "nos considerar iguais". Enquanto Jacob inutilmente liga o Bat-Sinal, Alice diz ao cadáver de Mouse que uma guerra com Safiyah está chegando e que Batwoman não está presente para detê-la.                                                              |              |                                   |                     |                                                   |                         |                  |                     |
| 22 | 2            | "Prior Criminal History"          | Carl Seaton         | James Stoteraux Chad Fiveash                      | 24 de janeiro de 2021   | T13.22752        | 0.62                |
| Alice atrai um enxame de morcegos para o cadáver de Mouse. Um flashback revela que Kate uma vez salvou Ryan de um assalto. Ryan descobre que seu histórico criminal anterior a impede de conseguir empregos de segurança. Ela impede um assalto e é questionada pelos Corvos. Com base em uma conversa com Sophie, ela deduz que Alice é Beth Kane. Alice embosca Julia e propõe uma aliança contra Safiyah, então a esfaqueia não fatalmente quando ela se recusa. Luke e Mary suspeitam que uma multidão exigindo o retorno de Batwoman será o próximo alvo de Alice. Eles concordam em deixar que Ryan use mais uma vez o Bat-traje e tente dispersá-los. Alice confronta Ryan no telhado e elas lutam. Alice foge quando os morcegos tóxicos atacam a multidão. Ryan controla o ataque, mas muitas pessoas estão infectadas com o mesmo veneno que matou Mouse e Catherine Hamilton-Kane. Por razões desconhecidas, Alice dá a Mary uma amostra do próprio sangue de Mary, que ela dá à Hamilton Dynamics para fazer um antídoto do produto químico Desert Rose. Luke e Mary concordam em permitir que Ryan continue sendo Batwoman na ausência de Kate, desde que ela concorde em não matar ninguém. Sophie encontra Alice e a confronta, mas a agente de Safiyah, Tatiana, captura as duas.                                                                                 |              |                                   |                     |                                                   |                         |                  |                     |
| 23 | 3            | "Bat Girl Magic!"                 | Holly Dale          | Nancy Quem                                        | 31 de janeiro de 2021   | T13.22753        | 0.71                |
| Um assassino chamado Victor Zsasz mata duas pessoas e se corta por cada uma. Sophie e Alice acordam na ilha de Coryana governada por Safiyah, que resgatou e treinou Alice há cerca de cinco anos. Safiyah diz a Alice que ela não matou Kate, mostra o colar de Kate e afirma que ela ainda está viva. Ela exige um serviço de Alice e retorna ambas para Gotham. Ryan aceita um emprego no clube para satisfazer sua agente de condicional Susan Stevens e altera o Batsuit para incluir uma peruca preta. Um dos pacientes de Mary que foi tratado por uma mordida de morcego teve uma remissão espontânea de seu câncer. Safiyah contrata Zsasz para roubar a lista dos tratados com a Desert Rose – Batwoman frustra sua primeira tentativa e depois tem que defender Mary de seu ataque em sua clínica. Ela captura Zsasz e é saudada pela imprensa. Mary pensa que Kate está morta, mas Alice (e, portanto, Sophie) pensa que ela está viva. Os Crows investigam uma nova droga que está sendo comercializada pela False Face Society. Os técnicos de Jacob encontram uma imagem no celular recuperado de Kate - uma pintura de Jack Napier com o nome de Safiyah rabiscado nele. |              |                                   |                     |                                                   |                         |                  |                     |
| 24 | 4            | "Fair Skin, Blue Eyes"            | Menhaj Huda         | Ebony Gilbert                                     | 14 de fevereiro de 2021 | T13.22754        | 0.51                |
| A busca de Batwoman pela False Face Society é interrompida por um menino que pede a ela para encontrar seu irmão Kevin, desaparecido há dois meses. Ryan, que foi sequestrada pela "the Candy Lady" aos 12 anos antes de ser resgatada por sua amiga Angelique, deduz que Kevin também foi levado para uma lavagem cerebral e vendido para uma gangue. Alice pede ajuda a Sophie para encontrar alguém chamado Ocean para Safiyah em troca do qual Safiyah prometeu liberar Kate. Alice revela que ela deve matar Ocean e que planeja matar Kate. Com a ajuda de Luke, Sophie encontra um laboratório ligado a Ocean, e Alice a segue. Eles são interrompidos por um ladrão, mas Alice ainda encontra uma pista da localização de Ocean. Jacob anuncia uma recompensa por informações sobre Kate. Seguindo uma pista, ele é capturado pela False Face Society, cujo mais novo membro Kevin deve matá-lo como iniciação. Batwoman, perseguindo Kevin de forma independente, resgata Jacob e convence Kevin a não matá-lo. A Candy Lady é presa e exposta. Ryan concorda em se mudar com Mary para a antiga casa de Kate acima de seu bar. Ela se reconcilia com Angelique, agora sua ex-amante, que também é a assaltante. |              |                                   |                     |                                                   |                         |                  |                     |
| 25 | 5            | "Gore on Canvas"                  | Norma Bailey        | Daniel Thomsen                                    | 21 de fevereiro de 2021 | T13.22755        | 0.49                |
| O servo de Safiyah, Pike, mata um homem que se encontra com Jacob e é capturado por Batwoman. Relutantemente trabalhando com Jack e Sophie, ela descobre antes de Pike tomar cianeto que a pintura de Napier é um mapa para Coryana. Depois de dormir com Ryan, Angelique pede desculpas por quando Ryan foi pego com suas drogas por dois agentes Crows e enviado para a prisão. A pintura de Napier será leiloada por um "coletivo" de ladrões de arte organizados por Evan Blake, um velho amigo de escola de Kate. Ryan participa do evento com o apoio de Crow e conhece Angelique. Antes que ela possa se transformar no Batsuit, um ladrão muito ágil chamado Wolf Spider rouba a pintura. Impedida por sua ferida de Kryptonita, Batwoman não consegue detê-lo. Os Corvos o perseguem e involuntariamente o atingem com seu veículo. Batwoman o encontra, vê que ele é Evan e o leva para Mary. A pintura que os Corvos recuperaram é uma falsificação. A ferida de kryptonita de Ryan está piorando. Enquanto isso, Alice encontra Ocean, mas se abstém de matá-lo porque sente que o conhece. Eles descobrem que estavam em Coryana ao mesmo tempo, concluem que Safiyah apagou suas memórias, matam alguns dos assassinos de Safiyah e escapam com a verdadeira pintura de Napier.                                                                                     |              |                                   |                     |                                                   |                         |                  |                     |
| 26 | 6            | "Do Not Resuscitate"              | Holly Dale          | Caroline Dries e Daphne Miles                     | 28 de fevereiro de 2021 | T13.22756        | 0.46                |
| Um laboratório da Hamilton Dynamics não consegue reproduzir o poder curativo da Rosa do Deserto. Seu líder Dr. Ethan Rogers envia um paciente mentalmente instável chamado Aaron Helzinger após o segredo. Ryan descobre que sua lesão de Kryptonita a está envenenando fatalmente e ela aparentemente precisa da Rosa do Deserto para viver. Helzinger bate no carro que leva Mary e Jacob e os leva como reféns na clínica de Mary. Sob pressão, Mary conta a ele sobre Coryana e depois tem que confessar sua ilegalidade clínica para Jacob, que planeja fechá-la. Enquanto isso, Sophie força Ryan a trair Angelique grampeando seu telefone para localizar Ocean. Ela o encontra com Alice, que concluiu que os dois eram amantes em Coryana e conspiraram juntos para sair com a Rosa do Deserto. Depois que Ocean queima o sangue do mapa, Sophie o pega com uma arma e o leva para a clínica, onde Batwoman chega e subjuga Helzinger. Um Rogers mascarado então chega e pega o mapa ameaçando matar Sophie. Sophie ouve Angelique descobrir a traição de Ryan e deixá-la. Alice mata um chamariz de Ocean e convoca Tatiana para recuperá-la e o corpo, enquanto ainda trabalha com o verdadeiro Ocean. |              |                                   |                     |                                                   |                         |                  |                     |
| 27 | 7            | "Better to Stop Searching"        | Avi Youabian        | Jerry Shandy                                      | 14 de março de 2021     | T13.22757        | 0.55                |
| Apesar da Kryptonita entrar em seu cérebro e causar alucinações, Ryan continua sua busca por Alice apesar das objeções de Mary e Luke. Ela leva o Batmóvel para visitar Angelique como Batwoman para encontrar uma pista sobre Ocean. Alice captura Tatiana, que conta a ela como Safiyah puniu Ocean e Alice por ter seu hipnotizador Enigmaremova não apenas suas memórias um do outro, mas a consciência emergente de Alice, deixando o lado psicopático de sua personalidade. Os Crows atacam o laboratório de Hamilton, mas descobrem que as forças de Safiyah mataram o Dr. Rogers e todo o seu povo e aparentemente destruíram o mapa, deixando a mensagem "É melhor você parar de cavar". Batwoman segue a liderança de Angelique para a sala de cultivo de Ocean, que está deixando Gotham e Alice. Batwoman encontra Alice lá e se revela como Ryan, mas Alice recusa a culpa pela morte de sua mãe adotiva Cora. Eles lutam - Batwoman eventualmente ganha vantagem, mas se recusa a matar Alice quando ela é castigada por uma alucinação de Cora. Mais tarde, ela revela a Luke e Mary que ela plantou um rastreador em Alice para que eles possam segui-la enquanto Tatiana a leva para Coryana. |              |                                   |                     |                                                   |                         |                  |                     |
| 28 | 8            | "I Survived Much Worse"           | Holly Dale          | Natalie Abrams                                    | 21 de março de 2021     | T13.22758        | 0.54                |
| Como Luke parece incapaz de ir, ele diz a Jacob e Sophie para irem para Coryana, mas o povo de Safiyah sequestra Jacob e Sophie e os leva para Coryana de qualquer maneira. Ryan como Batwoman toma uma injeção de coquetel de adrenalina potencialmente mortal e se esconde em um avião antes de saltar de paraquedas em Coryana. Ela logo é capturada, mas conta a Safiyah sobre o falso Ocean, pelo qual Safiyah promete uma dose de Rosa do Deserto. Safiyah captura o verdadeiro Ocean e diz a Alice que ela lhe dará Kate se ela esfaquear Ocean, o que ela faz. No entanto, Safiyah nunca teve Kate. Ocean se recupera desde que a lâmina da adaga foi forjada com soro de Rosa do Deserto. Safiyah fica irritada com Tatiana e a esfaqueia com a mesma adaga. Alice se vinga de Safiyah por enganá-la queimando sua reserva da Rosa do Deserto. Julia reaparece e salva Luke e Mary do assassino Dire-Flail e fornece evidências de que Kate morreu no acidente de avião. Luke descobre que a planta de Ryan é uma amostra de Rosa do Deserto depois que Dire-Flail sangrou nela e implora a Sophie para mantê-la viva tempo suficiente para retornar a Gotham. Uma pessoa desfigurada usando o colar de Kate é vista em algum lugar em um esgoto. |              |                                   |                     |                                                   |                         |                  |                     |
| 29 | 9            | "Rule #1"                         | Michael Blundell    | Nancy Kiu & Maya Houston                          | 28 de março de 2021     | T13.22759        | 0.44                |
| Jacob e os outros fazem um funeral para Kate, mas Black Mask tem Kate em cativeiro. Um mês depois, o GCPD está cooperando com a Batwoman contra a False Face Society. Uma mulher confronta o comissário Forbes, e mais tarde naquela noite ela o vê assassinado enquanto ela está marcando a delegacia. Ela é a irmã mais nova de Sophie, Jordan, e pede ajuda, mas não coopera com os Corvos. Sophie e Batwoman a salvam de um ataque. Angelique afirma que vai deixar o False Faces e quer Ryan de volta. Mas Jordan viu uma pulseira usada por Angelique, fazendo dela a motorista do carro de fuga. Batwoman aparentemente convence Angelique a cooperar, mas Black Mask captura ela e Batwoman. Como Black Mask revela, ele começou o False Face quando sua filha foi morta pela última Batwoman. Sophie chega e resgata Batwoman, que então resgata Angelique, mas ela confessa o único assassinato de Forbes, desde que Black Mask ameaçou matar Ryan. Alice se imagina conversando com a jovem Kate e vendo seu gato morto vivo. Julia percebe estranhas falhas de memória. Black Mask revela a uma mulher que Kate perdeu o rosto no acidente. A mulher – Enigma – promete que esquecerá ser Kate Kane. |              |                                   |                     |                                                   |                         |                  |                     |
| 30 | 10           | ""Time Off for Good Behavior""    | Eric Dean Seaton    | Chad Fiveash & James Stoteraux                    | 11 de abril de 2021     | T13.22760        | 0.48                |
| Batwoman interrompe a produção de Snakebite e apenas Ocean e Angelique podem fazer mais. Jacob é forçosamente dado Snakebite e ele experimenta resgatar Beth. Jacob consulta com o Dr. Rhyme e Sionis deixa mais, que ele injeta novamente. Alice convida Julia para ajudá-la a encontrar a Enigma e ela descobre por que perdeu a memória. Julia confronta Enigma, mas com uma seringa em sua bengala, Enigma faz uma lavagem cerebral nela e de repente Julia anuncia uma transferência para Berlim. Jordan abre um centro juvenil, mas um novo vilão "Kilovolt" o destrói com uma arma elétrica. Batwoman conta a um repórter chamado Horten Spence sobre uma conspiração para atacar centros juvenis. Kilovolt atinge Spence, mas Batwoman o resgata e pega a arma. Luke encontra uma impressão digital na arma de um Michael Kastrinos encarcerado. Ryan o reconhece e eles determinam que o CEO da prisão Ellis O' Brien é o mentor. Batwoman o confronta, cujos homens têm três zappers, mas Luke a salva. O'Brien é preso e o centro juvenil é reconstruído. Depois que Ryan convence Angelique a citar nomes, Black Mask tem aqueles que mataram Forbes, mas ainda assim Angelique é liberada. Os False Faces interceptam o transporte de proteção a testemunhas, matam os agentes Crows e sequestram Angelique.                                                         |              |                                   |                     |                                                   |                         |                  |                     |
| 31 | 11           | ""Arrive Alive""                  | Mairzee Almas       | Daniel Thomsen & Daphne Miles                     | 18 de abril de 2021     | T13.22761        | 0.56                |
| Agora que Black Mask tem Angelique para fazer Snakebite, ele recruta novos motoristas para transportar ingredientes para seu laboratório. Batwoman para um dos motoristas, apenas para descobrir Sophie, interrompendo sua infiltração. Jacob, ainda agindo de forma irregular, substitui Sophie pelo agente do Crows Russell Tavaroff na força-tarefa. Ryan convence Sophie a substituir o motorista no carro de Mary. Ela completa a entrega da toxina do medo com a ajuda de Luke e sua IA Batmóvel e coloca um rastreador nas latas. Sophie segue o rastreador até o Black Mask. Ela é resgatada por Batwoman, e eles capturam Black Mask, mas ele força sua libertação ameaçando Angelique. Agente Tavaroff encontra o sangue de Batwoman onde ela e Black Mask lutaram. Em outro lugar, Alice mantém a Enigma como refém, tentando remover suas memórias de Kate. Alice tenta parar suas alucinações com a jovem Kate, mas falha e alucina Ocean. O verdadeiro Ocean invade o escritório e confronta Alice por escolher matá-lo. Eles lutam, e Enigma escapa, liberando suas memórias um do outro. Angelique diz a Black Mask que sua receita Snakebite não é confiável e ela deve encontrar Ocean. Sophie mais tarde examina o carro de Mary e encontra a IA, descobrindo que Ryan é a Batwoman.                                                                           |              |                                   |                     |                                                   |                         |                  |                     |
| 32 | 12           | ""Initiate Self-Destruct""        | Glen Winter         | Teleplay by: Jerry Shandy Story by: Zack Siddiqui | 2 de maio de 2021       | T13.22762        | 0.43                |
| Black Mask finalmente revela seu plano para Enigma e Kate Kane fortemente enfaixada. Ele coloca uma máscara - uma réplica feita do rosto de sua falecida filha Circe Sionis - em Kate, e Enigma a faz esquecer todas as suas memórias e ter as memórias de Circe. Os Face Falses interrompem seu encontro com o tasing de Alice e sequestrando Ocean. Quando Batwoman rastreia Angelique, ela descobre que Alice matou todos lá e sugere uma aliança para resgatar Angelique e Ocean. Eles trabalham juntos para libertar os dois e destruir o Snakebite que prepararam, mas Ocean é baleado, e "Circe" captura Alice - Batwoman se recusa a salvá-la. Sophie junto com o Bat Team não pode apagar a amostra de DNA da Batwoman, mas exclui o banco de dados Crow de Ryan, frustrando uma partida. Ao fazer isso, Sophie descobre que o Comandante Kane está em Snakebite. Agora livre da False Face Society, Angelique entra no Programa de Proteção a Testemunhas. Ryan decide ficar em Gotham. Mary reabre sua clínica enquanto Sophie lhe dá o Snakebite que ela encontrou no escritório de Jacob. Black Mask está prestes a matar Alice, mas diz a "Circe" para levar Alice para o porão. |              |                                   |                     |                                                   |                         |                  |                     |
| 33 | 13           | ""I'll Give You a Clue""          | Marshall Virtue     | Caroline Dries & Natalie Abrams                   | 9 de maio de 2021       | T13.22763        | 0.40                |
| Cinco anos atrás, o apresentador de game show Arthur Brown ameaçou explodir seu estúdio, mas foi pego quando seu enigma foi resolvido, aparentemente por Sophie, que ganhou uma promoção. Agora Brown escapou da prisão e planeja atormentar Sophie. Quando Brown dá a pista, ela está com Mary e Ryan, que trabalham juntos para resgatar sua primeira vítima – a filha de Brown, Stephanie. Eles descobrem que Stephanie é uma especialista em quebra-cabeças, que realmente resolveu o enigma de Sophie e tem um criptograma escrito nela. Enquanto ela e Luke trabalham na mensagem, os outros três vasculham o estúdio, mas Ryan e Mary estão presos sob uma bomba. Ryan tem que enviar Sophie para obter ajuda da Batcaverna, saindo sozinha. Enquanto isso, Stephanie nocauteia Luke para confrontar Brown, que planeja matá-la, mas Luke se recupera para salvá-la. Enquanto isso, durante o sonho de mordida de cobra de Jacob com Beth e Kate, Alice pede ajuda, mas ele acha que está tendo alucinações. Mais tarde, levado para a clínica de Mary, códigos de Jacob. Black Mask e Circe torturam Alice, mas ela não conta a eles a identidade da Batwoman, embora ela revele que sabe quem esses dois realmente são. Alice para, oferecendo-se para dar um novo rosto a Circe – colocando-o, ela percebe que é Kate.                                                  |              |                                   |                     |                                                   |                         |                  |                     |
| 34 | 14           | ""And Justice For All""           | Robert Duncan       | Ebony Gilbert & Maya Houston                      | 16 de maio de 2021      | T13.22764        | 0.35                |
| Black Mask, satisfeito com a nova cara de Circe, solta Alice. Ela sequestra Enigma e exige que ela restaure Kate. Quando Alice vai encontrar um item, Ocean a encontra. Juntos, eles retornam ao Enigma, mas assim que Enigma está prestes a dizer a Alice a palavra-chave para a hipnose de Kate, Ocean mata Enigma, dizendo a Alice que é melhor não ter Kate de volta. Enquanto isso, enquanto dois oficiais do GCPD assediam um evento beneficente no clube, Ryan os confronta, que prendem ela e Luke (que tentou desarmar as coisas). Quando Sophie confronta os mesmos policiais brancos racistas, eles também a prendem. Os três encontram um prisioneiro chamado Eli. Imani consegue um advogado para tirá-los. Enquanto isso, o novo Snakebite transformou muitos viciados em monstros comedores de carne. Uma vítima encontra a clínica de Mary onde Jacob se recuperou, ajuda Mary com as vítimas e admite seu vício por ela. Ela isola uma cura, mas Batwoman deve injetar cada vítima para salvá-las. Ela tenta isso, mas o agente Tavaroff, contra as ordens de Sophie, leva seus Corvos para massacrar as vítimas restantes na igreja. Sophie acaba deixando os Crows. Enquanto Luke sai de uma garagem e tenta impedir que Eli seja preso e vá para a cadeia, Tavaroff chega e atira em Luke no peito.                                                           |              |                                   |                     |                                                   |                         |                  |                     |
| 35 | 15           | ""Armed and Dangerous""           | Holly Dale          | Nancy Kiu                                         | 6 de junho de 2021      | T13.22765        | 0.43                |
| Enquanto Luke é levado às pressas para o hospital em estado crítico do tiroteio, Tavaroff mente deliberadamente alegando ter visto Luke segurando uma arma enquanto roubava o carro e depois produz um vídeo adulterado mostrando isso. Enquanto Mary prepara uma dose de Desert Rose para salvá-lo, Luke em coma alucina ao ver seu pai Lucius Fox e Bruce dizendo a ele que ele deve decidir se continua vivendo ou se junta a ele na vida após a morte. Batwoman primeiro interroga Eli, depois Tavaroff, mas os corvos igualmente racistas de Tavaroff o resgatam batendo nela com um carro. Mary não consegue passar por dois guardas Crows para entregar a cura a Luke, mas consegue distraí-los enquanto Wolf Spider entra no quarto do hospital e o faz. Luke finalmente acorda, pois só então em sua alucinação ele decide morrer. A pedido de Sophie, Jacob confronta e suspende o racista e corrupto Tavaroff, ao que ele o agride. Ele e os Crows envolvidos planejam matá-lo com Snakebite até que Batwoman o salve. Ela desafia Jacob a dissolver os Crows, o que ele faz enquanto conta ao público a verdade sobre o que realmente aconteceu. Enquanto Jacob sai, Alice conta a ele sobre Kate e propõe que eles trabalhem juntos para salvá-la. Enquanto Ocean se livra do corpo de Enigma, Alice sugere que sua bengala é como a de alguém que eles viram antes. |              |                                   |                     |                                                   |                         |                  |                     |
| 36 | 16           | ""Rebirth""                       | Michael A. Allowitz | Daniel Thomsen                                    | 13 de junho de 2021     | T13.22766        | 0.43                |
| Tatiana mata o homem (em proteção a testemunhas) cego pela Circe original. Batwoman tem apenas a ajuda de Mary para reagir, já que Luke está confrontando Tavaroff (agora livre sob fiança) em um clube de aplicação da lei onde conhece John Diggle. Luke supera Tavaroff no pôquer, mas Tavaroff depois o ataca do lado de fora. Diggle o ajuda e eles falam sobre seus pais, o que inspira Luke a responder a uma convocação do Bat-sinal. Alice e Jacob trazem Circe para o edifício Crow deserto e tentam restaurar sua memória. Ela reconhece um pouco sair do armário para Alice e reconhece Sophie, mas não Mary. Mas a personalidade de Circe se afirma assim como a False Face Society captura Jacob e Safiyah captura Alice. Batwoman oferece a Safiyah sua planta Desert Rose para a vida de Alice. Ela fica impressionada e aceita, mas promete destruir o que Alice mais ama. Quando Alice corre para o covil de Ocean, ela mata Tatiana (usando a adaga não mágica), mas o encontra morto. O GCPD do lado de Black Mask prende Jacob por ser cúmplice de Alice, revelando sua identidade no noticiário de Metróplis. Enquanto Circe retorna ao Black Mask e exige a verdade, Safiyah chega e diz que ela merece ou então ela lhe contará a verdade. |              |                                   |                     |                                                   |                         |                  |                     |
| 37 | 17           | ""Kane, Kate""                    | Carl Seaton         | James Stoteraux & Chad Fiveash                    | 20 de junho de 2021     | T13.22767        | 0.45                |
| A Bat-equipe está satisfeita com o progresso de Circe em sua memória, mostrando os diários de Kate e dando a ela as chaves de sua bicicleta. Ela, no entanto, vai direto para Black Mask e Safiyah, revelando os segredos da Batcaverna. Black Mask contrata a maioria dos Crows restantes, tornando Tavaroff seu tenente. Ryan volta para sua van da antiga casa de Kate. Ela pega um laptop de um funcionário de baixo nível para aprender sobre a conexão entre Black Mask e o GCPD, mas eles a rastreiam e a prendem. Susan é cética, mas finalmente desafia os policiais, que apontam uma arma para ela. Batwoman os derrota e escapa. O insuspeito Bat-team pede a Circe para se vestir para ajudar Ryan, mas ela os droga, os aprisiona e leva o tesouro de dispositivos vilões de Batman, como a flor de pulverização de ácido do Joker, A lama de Clayface, o dente do Killer Croc, o chapéu do Mad Hatter, o guarda chuva do Pinguim e algumas plantas da Poison Ivy para ajudar Safiyah a restaurar a Rosa do Deserto de Coryana. Enquanto isso, Safiyah visita Alice sozinha enquanto ela espalha as cinzas de Ocean. Ela pede a Alice para voltar com ela para Coryana, e Alice joga junto, mas depois apunhala Safiyah com a adaga mágica, matando-a temporariamente.                                                                                               |              |                                   |                     |                                                   |                         |                  |                     |
| 38 | 18           | ""Power""                         | Holly Dale          | Caroline Dries                                    | 27 de junho de 2021     | T13.22768        | 0.41                |
| Black Mask causa um apagão em toda a cidade e na TV incita a população à anarquia. Luke vasculha as coisas de seu pai e encontra lá um Batsuit funcionando, construído secretamente por Lucius. Black Mask injeta Venom e Snakebite de Bane em Tavaroff, que paralisa, mas depois revive e ataca Mary. Black Mask cobre a fuga de Circe de Ryan e Alice com a maioria dos itens do Bat-vilão, mas Alice o subjuga com a flor de pulverização de ácido do Joker. Mary acha que o aerossol Snakebite de Tavaroff pode funcionar em Kate. Quando Mary cai, Luke a salva e derrota Tavaroff. Vesper lê a carta de Batwoman para Gotham, que os inspira a colocar símbolos de morcego em suas janelas, o que inspira Ryan a continuar sem o traje. Ela pára Circe com o Batmóvel e ajuda Alice a pulverizar Circe com Snakebite enquanto ambos caem no rio. Alucinante, Alice se despede de Ocean e Kate finalmente resgata Beth – Ryan e Alice revivem Kate, que reconhece Beth, assim que Alice é presa. Kate abençoa Ryan como Batwoman e planeja deixar Gotham, visitando Jacob e Kara antes de procurar Bruce. Em Arkham, Alice diz a Ryan que sua mãe biológica ainda está viva. No rio, vários itens de vilões de morcegos flutuam, incluindo as plantas agora desenfreadas de Poison Ivy.                                                                                      |              |                                   |                     |                                                   |                         |                  |                     |

## Elenco e personagens

### Principal
- Javicia Leslie como Ryan Wilder / Batwoman
- Rachel Skarsten como Beth Kane / Alice
- Meagan Tandy como Sophie Moore
- Nicole Kang como Mary Hamilton
- Camrus Johnson como Luke Fox[19]
- Dougray Scott[a] como Jacob Kane

### Recorrente
- Rachel Maddow como a voz de Vesper Fairchild
- Allison Riley como Dana DeWitt
- Rebecca Davis como Susan Stevens
- Christina Wolfe como Julia Pennyworth[20]
- Leah Gibson como Tatiana/The Whisper
- Shivani Ghai como Safiyah Sohail[21]
- Bevin Bru como Angelique Martin[22]
- Nathan Owens como Ocean
- Peter Outerbridge como Roman Sionis / Black Mask[23]
- Wallis Day como Kate Kane / "Circe of Zion"
- Laura Mennell como Dra. Evelyn Rhyme/Enigma
- Jesse Hutch como Russell Tavaroff[24]

### Convidado
- Shakura S'Aida como Cora Lewis
- Sam Littlefield como Jonathan Cartwright / Mouse[b]
- Warren Christie como Tommy Elliot e Bruce Wayne[25]
- Alex Morf como Victor Zsasz[26]
- Linda Kash como Candice "Candy Lady" Long
- Aason Nadjiwon como Rudy
- Eli Tsepsio Lamour como Kevin Johnson
- Donny Lucas como Garrett Hang
- Scott Pocha como Pike
- Lincoln Clauss como Evan Blake / Aranha Lobo
- RJ Fetherstonhaugh como Aaron Helzinger/Amygdala
- Milo Shandel como Dr. Ethan Rogers
- Gracyn Shinyei como a jovem Kate Kane
- Ava Sleeth como jovem Beth Kane
- Jaime M. Callica como Horten Spence
- Samantha Liana Cole como Imani
- Rick Miller como Arthur Brown/Cluemaster
- Morgan Kohan como Stephanie Brown[27]
- Kaiden Berge como Eli
- Domonique Adam como Lucius Fox
- David Ramsey como John Diggle[28]

## Produção

### Desenvolvimento
Em janeiro de 2020, The CW renovou a série para uma segunda temporada. Caroline Dries retornou como showrunner.

### Roteiro
Em maio de 2020, antes do final da primeira temporada, Caroline Dries anunciou que Safiyah Sohail seria a grande vilã da segunda temporada. Embora a personagem tenha sido referenciada várias vezes na primeira temporada, Dries disse que "não queria desperdiçá-la ou explodir sua personagem na primeira temproada quando há todos esses outros hijinks acontecendo", então foi decidido preservar sua estreia na segunda temporada. Como os dois últimos episódios planejados da primeira temporada não puderam ser filmados devido à pandemia de COVID-19, causando o encerramento da produção, elesforam alterados para fazer parte da segunda temporada. Dries disse que os roteiros desses episódios podem passar por ajustes. Dries anunciou mais tarde que a temporada teria outro grande vilão na forma de Black Mask.

### Elenco
Os principais membros do elenco Rachel Skarsten, Meagan Tandy, Nicole Kang, Camrus Johnson, e Dougray Scott retornarão como Beth Kane / Alice, Sophie Moore, Luke Fox e Jacob Kane. Em maio de 2020, Ruby Rose, que interpretou o papel-título de Kate Kane/Batwoman na primeira temporada, anunciou que deixaria a série antes de sua segunda temporada; nenhuma razão foi dada inicialmente para sua partida. Foi mutuamente decidido entre Rose, o estúdio e a rede para ela sair. Em agosto, Rose chamou o papel de protagonista de uma série de "tributação" e afirmou que sua cirurgia nas costas após um acidentes no set em 2019 foi um fator que contribuiu para sua decisão de sair, dizendo que era "hora de fazer uma pausa para me curar completamente e depois voltar" para atuar. Passar um tempo isolada por causa da pandemia também permitiu a Rose "pensar em muidas coisas diferentes e o que você quer alcançar na vida e o que você quer fazer", o que lhe permitiu "uma grande oportunidade de dialogar sobre um muitas coisas" com os produtores.
Em junho, Dries disse que foi discutido substituir Rose como Kate Kane, pois "seria perfeito" para alguns dos episódios já escritos. No entanto, com a orientação de Greg Berlanti, foi decidido avançar com um personagem interiamente novo inventado para a série como Batwoman, que "também respeitaria tudo o que Ruby colocou no personagem Kate Kane". Dries também sentiu ao usar um novo personagem, "ajuda do público" para que os escritores não precisassem "se dirigir ao elefante na sala". Ela também revelou que Kate não seria morta e seu desaparecimento seria um enredo chave durante a segunda temproada. Imediatamente após a saída de Rose, os produtores reafirmaram seu compromisso com a série e em encontrar uma nova atriz da comunidade LGBTQ para lidera as próximas temporadas. Em julho, Javicia Leslie foi escalada como Ryan Wilder, a nova Batwoman.
Em setembro de 2020, Shivani Ghai foi escalado como Safiyah Sohail, Leah Gibson foi escalada como Tatiana/The Whisper, e Nathan Owens foi escalado como Ocean, todos em papéis recorrentes. Em dezembro de 2020, David Ramsey foi revelado para reprisar seu papel em Arrow de John Diggle na temporada. Em 20 de março de 2021, Wallis Day foi anunciada para substituir Ruby Rose como Kate Kane com um novo rosto.

### Filmagens
As filmagens da segunda temporada começaram em 3 de setembro de 2020. Em 29 de setembro, as filmagens foram temporariamente encerradas, devido a atrasos no recebimento dos resultados dos testes COVID-19 para o elenco e a equipe. Em 6 de outubro, o elenco e a equipe receberam permissão para retomar as filmagens após receberem os resultados dos testes atrasados. As filmagens foram concluídas em 10 de maio de 2021.

## Transmissão
A segunda temporada estreou em 17 de setembro de 2021.

## Recepção

### Classificação
| №  | Título                            | Exibição original       | Rating/share (18–49) | Audiência (em milhões) | DVR (18–49) | Audiência em DVR (milhões) | Total (18–49) | Audiência total (em milhões) |
| -- | --------------------------------- | ----------------------- | -------------------- | ---------------------- | ----------- | -------------------------- | ------------- | ---------------------------- |
| 1  | "Whatever Happened to Kate Kane?" | 17 de janeiro de 2021   | 0.1                  | 0.66                   | N/A         | N/A                        | N/A           | N/A                          |
| 2  | "Prior Criminal History"          | 24 de janeiro de 2021   | 0.2                  | 0.62                   | N/A         | N/A                        | N/A           | N/A                          |
| 3  | "Bat Girl Magic!"                 | 31 de janeiro de 2021   | 0.2                  | 0.71                   | N/A         | N/A                        | N/A           | N/A                          |
| 4  | "Fair Skin, Blue Eyes"            | 14 de fevereiro de 2021 | 0.1                  | 0.51                   | N/A         | N/A                        | N/A           | N/A                          |
| 5  | "Gore on Canvas"                  | 21 de fevereiro de 2021 | 0.1                  | 0.49                   | N/A         | N/A                        | N/A           | N/A                          |
| 6  | "Do Not Resuscitate"              | 28 de fevereiro de 2021 | 0.1                  | 0.46                   | N/A         | N/A                        | N/A           | N/A                          |
| 7  | "It's Best You Stop Digging"      | 14 de março de 2021     | 0.1                  | 0.55                   | N/A         | N/A                        | N/A           | N/A                          |
| 8  | "Survived Much Worse"             | 21 de março de 2021     | 0.1                  | 0.54                   | N/A         | N/A                        | N/A           | N/A                          |
| 9  | "Rule #1"                         | 28 de março de 2021     | 0.1                  | 0.44                   | 0.1         | 0.31                       | 0.2           | 0.75                         |
| 10 | "Time Off for Good Behavior"      | 11 de abril de 2021     | 0.1                  | 0.48                   | 0.1         | 0.41                       | 0.2           | 0.89                         |
| 11 | "Arrive Alive"                    | 18 de abril de 2021     | 0.2                  | 0.56                   | 0.1         | 0.37                       | 0.3           | 0.93                         |
| 12 | "Initiate Self-Destruct"          | 2 de maio de 2021       | 0.1                  | 0.43                   | 0.1         | 0.36                       | 0.2           | 0.79                         |
| 13 | "I'll Give You a Clue"            | 9 de maio de 2021       | 0.1                  | 0.40                   | 0.1         | 0.35                       | 0.2           | 0.74                         |
| 14 | "And Justice For All"             | 16 de maio de 2021      | 0.1                  | 0.35                   | 0.1         | 0.31                       | 0.2           | 0.66                         |
| 15 | "Armed and Dangerous"             | 6 de junho de 2021      | 0.1                  | 0.43                   | 0.1         | 0.33                       | 0.2           | 0.76                         |
| 16 | "Rebirth"                         | 13 de junho de 2021     | 0.1                  | 0.43                   | 0.1         | 0.30                       | 0.2           | 0.73                         |
| 17 | "Kane, Kate"                      | 20 de junho de 2021     | 0.1                  | 0.45                   | 0.1         | 0.34                       | 0.2           | 0.80                         |
| 18 | "Power"                           | 27 de junho de 2021     | 0.1                  | 0.41                   | 0.1         | 0.32                       | 0.2           | 0.73                         |

### Resposta Crítica
No agregador de críticas Rotten Tomatoes, a temporada possui um índice de aprovação de 89% com base em 18 resenhas, com uma classificação méida de 7,25/10. O consenso crítico do site diz: "A segunda temporada de Batwoman sobrevive a uma reinicialiação suave, mantendo a excelência do programa enquanto dá a Javicia Leslie muito espaço para abrir suas asas".